# 三宅島
三宅島（みやけじま）は、伊豆諸島の島である。島の全域が富士箱根伊豆国立公園となっており、行政区画は島全体が東京都三宅村に属する。

## 地理

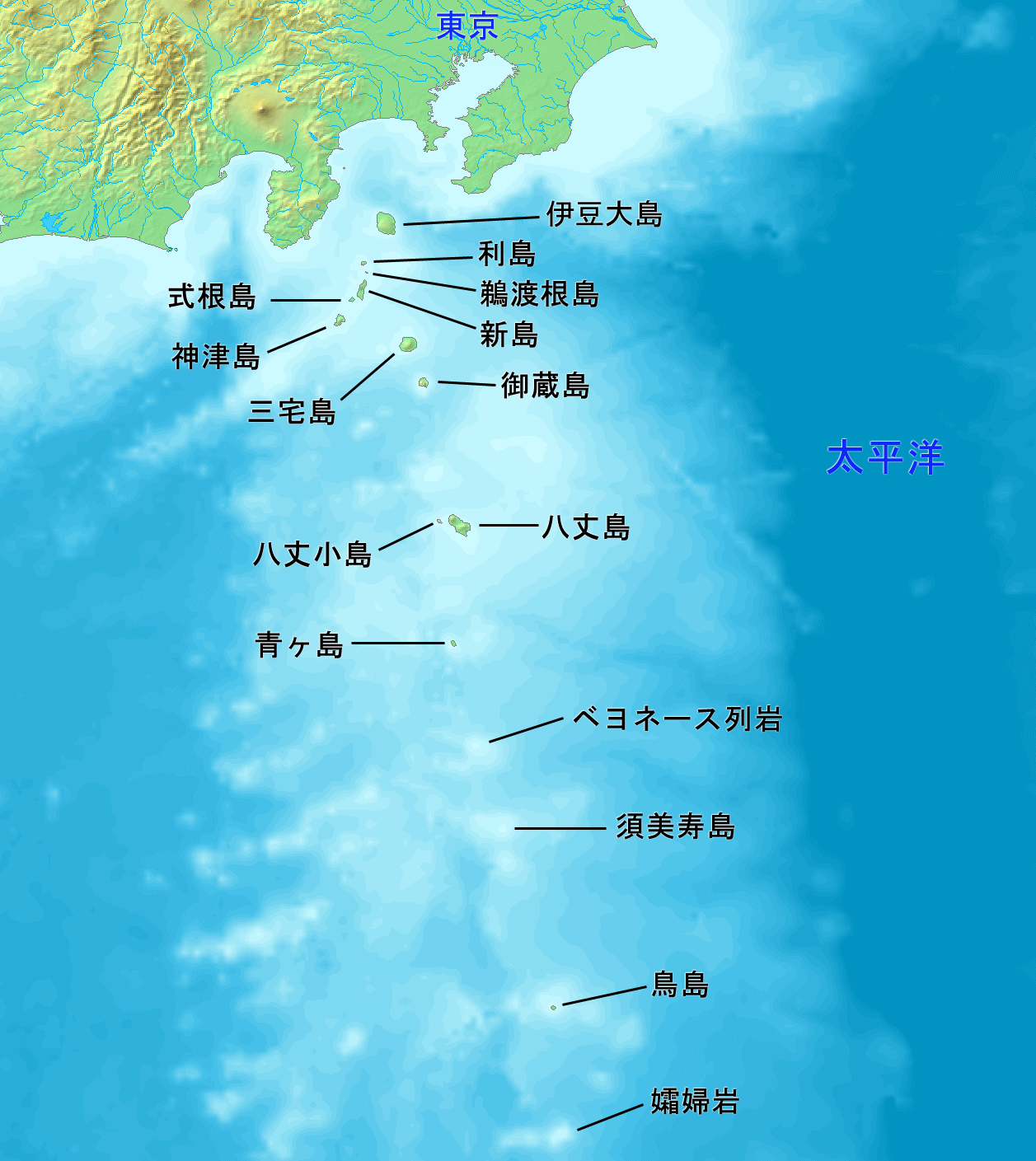
伊豆諸島の地図。

東京都の本州島側地域から南海上175km、伊豆大島の南57kmに位置する。直径8kmのほぼ円形をした島。伊豆-小笠原海嶺の上にあり、第四紀更新世の後期（約1万 - 15万年前）になってこの付近の海底で噴火が始まり、島が形成されたと考えられている。
島は雄山を最高峰とする水深300 - 400mの海底からそびえるひとつの火山体であり、玄武岩質の成層火山である。頂上部に直径約3.5kmの桑木平カルデラと、その内側に3,000年前の八丁平噴火（噴出量0.37 DRE km3）の際に直径約1.6kmの八丁平カルデラが形成された。雄山はその中央火口丘であったが、2000年の噴火によって新たに直径約1.6kmのカルデラが形成され八丁平カルデラは消滅している。
玄武岩質マグマ起源の溶岩は粘性が低いため溶岩流となり、過去何度か流下している。1983年には溶岩流が阿古地区の集落の約7割を焼失させた。このほか、山腹には割れ目噴火も発生しており、線上に並ぶスコリア丘や、海岸付近ではマグマが海水と接して発生するマグマ水蒸気爆発による爆裂火口地形（マール）がいくつも見られる。大路（たいろ）池がある古澪（ふるみお）、新澪（しんみお）池跡、三宅高校のある八重間などもマールの例である。新しい溶岩が海岸に達しなかった場所は切り立った海食崖が続いている。
1983年の測量では最高点の標高は814mだったが、2000年に始まった噴火によって、火口が直径約500m以上の範囲で陥没し拡大した事で、現在の最高点の標高は775mとなっている。2007年には日本の地質百選に選定された。

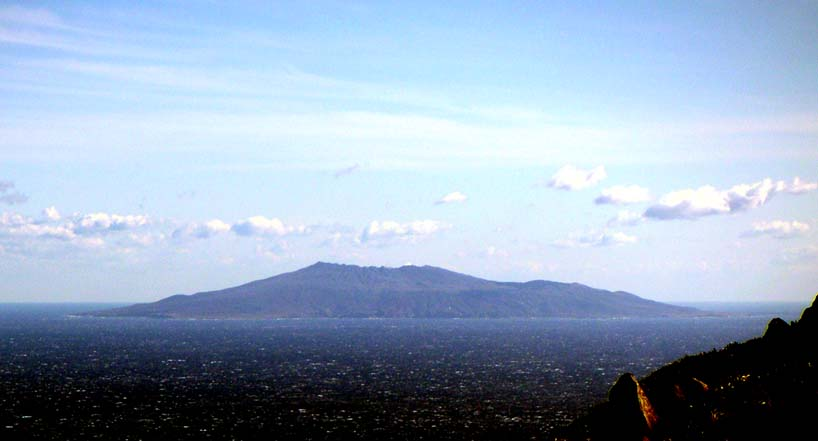
神津島から見た三宅島
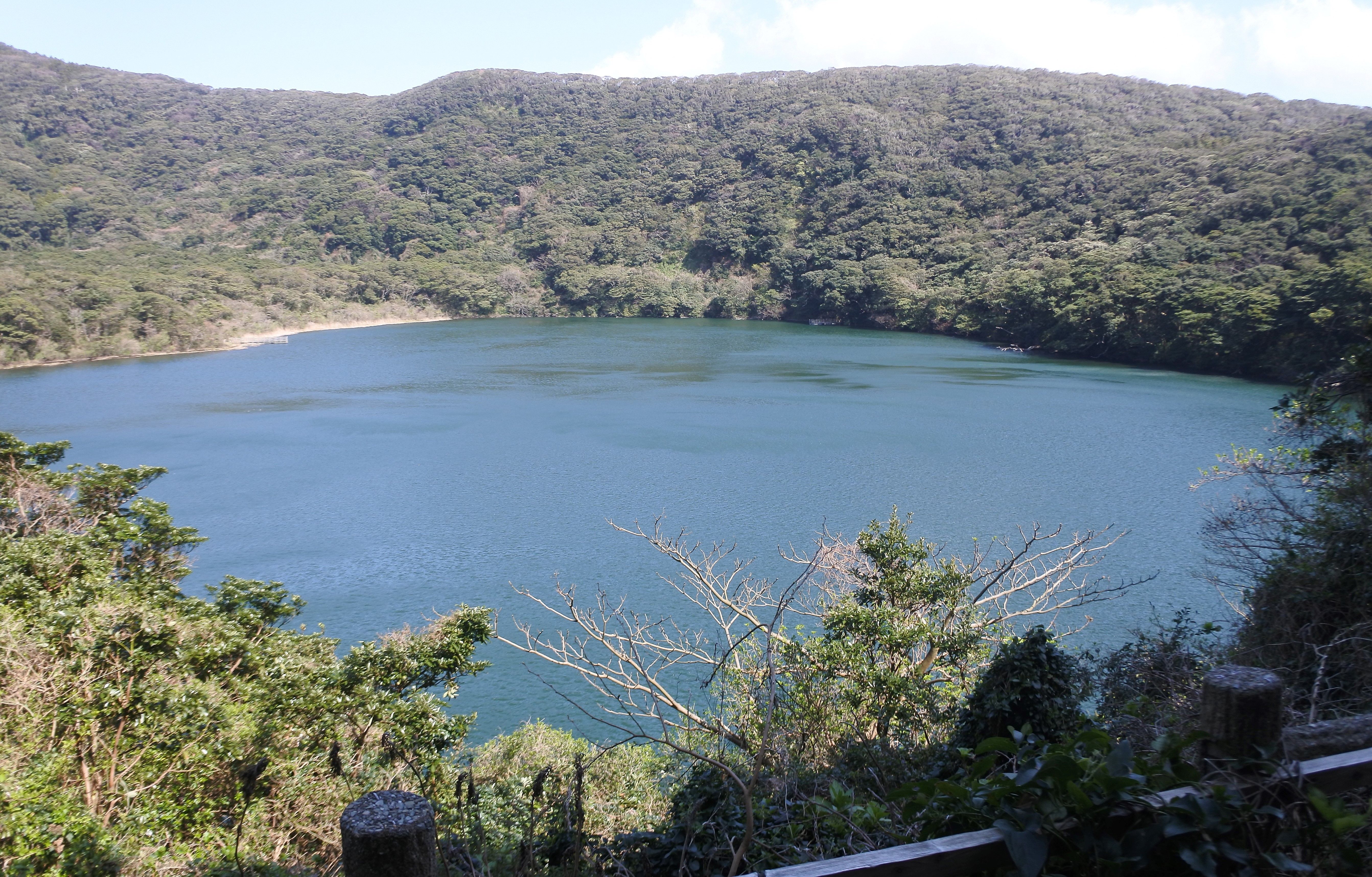
大路池
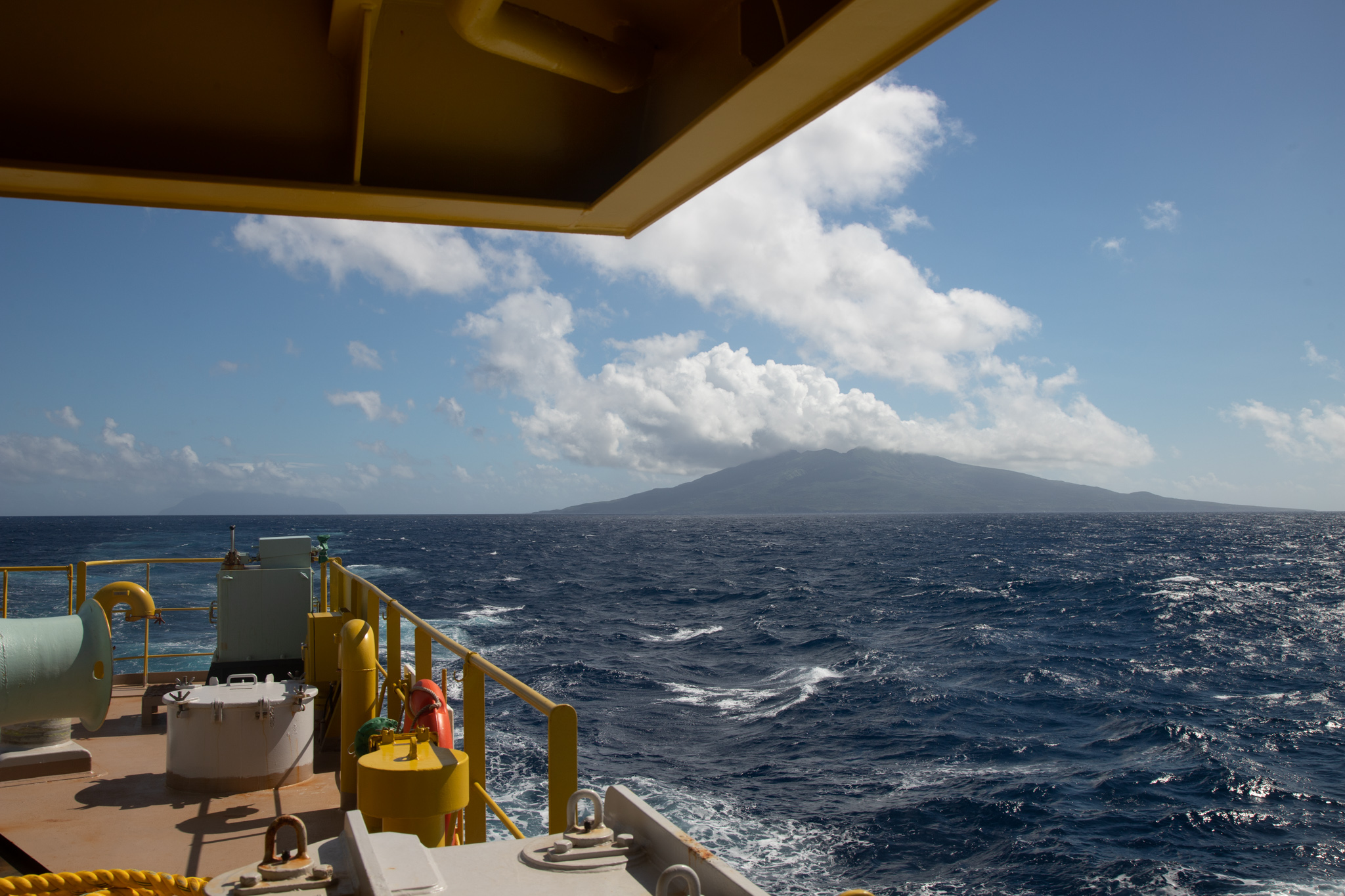
大型客船（橘丸）から見た三宅島

## 気候
他の伊豆諸島の島々と同様に、基本的には年間を通して穏やかで温かく、降水量も少なくない。
しかし、台風の影響を受けやすく、大陸や大型の島嶼から離れた小さな島であり、概して平地も少ないなど、風水害が起きやすい。
| 三宅村神着（三宅島特別地域気象観測所、標高38m）の気候   | 三宅村神着（三宅島特別地域気象観測所、標高38m）の気候 | 三宅村神着（三宅島特別地域気象観測所、標高38m）の気候 | 三宅村神着（三宅島特別地域気象観測所、標高38m）の気候 | 三宅村神着（三宅島特別地域気象観測所、標高38m）の気候 | 三宅村神着（三宅島特別地域気象観測所、標高38m）の気候 | 三宅村神着（三宅島特別地域気象観測所、標高38m）の気候 | 三宅村神着（三宅島特別地域気象観測所、標高38m）の気候 | 三宅村神着（三宅島特別地域気象観測所、標高38m）の気候 | 三宅村神着（三宅島特別地域気象観測所、標高38m）の気候 | 三宅村神着（三宅島特別地域気象観測所、標高38m）の気候 | 三宅村神着（三宅島特別地域気象観測所、標高38m）の気候 | 三宅村神着（三宅島特別地域気象観測所、標高38m）の気候 | 三宅村神着（三宅島特別地域気象観測所、標高38m）の気候 |
| 月                                                      | 1月                                                   | 2月                                                   | 3月                                                   | 4月                                                   | 5月                                                   | 6月                                                   | 7月                                                   | 8月                                                   | 9月                                                   | 10月                                                  | 11月                                                  | 12月                                                  | 年                                                    |
| ------------------------------------------------------- | ----------------------------------------------------- | ----------------------------------------------------- | ----------------------------------------------------- | ----------------------------------------------------- | ----------------------------------------------------- | ----------------------------------------------------- | ----------------------------------------------------- | ----------------------------------------------------- | ----------------------------------------------------- | ----------------------------------------------------- | ----------------------------------------------------- | ----------------------------------------------------- | ----------------------------------------------------- |
| 最高気温記録 °C （°F）                                  | 20.1 (68.2)                                           | 21.8 (71.2)                                           | 22.6 (72.7)                                           | 24.9 (76.8)                                           | 28.1 (82.6)                                           | 31.1 (88)                                             | 33.1 (91.6)                                           | 32.8 (91)                                             | 32.3 (90.1)                                           | 29.9 (85.8)                                           | 26.4 (79.5)                                           | 23.8 (74.8)                                           | 33.1 (91.6)                                           |
| 平均最高気温 °C （°F）                                  | 12.1 (53.8)                                           | 12.4 (54.3)                                           | 15.0 (59)                                             | 18.6 (65.5)                                           | 21.9 (71.4)                                           | 24.2 (75.6)                                           | 27.8 (82)                                             | 29.1 (84.4)                                           | 26.7 (80.1)                                           | 22.9 (73.2)                                           | 19.0 (66.2)                                           | 14.6 (58.3)                                           | 20.4 (68.7)                                           |
| 日平均気温 °C （°F）                                    | 9.9 (49.8)                                            | 10.0 (50)                                             | 12.3 (54.1)                                           | 15.8 (60.4)                                           | 19.2 (66.6)                                           | 21.8 (71.2)                                           | 25.3 (77.5)                                           | 26.6 (79.9)                                           | 24.5 (76.1)                                           | 20.8 (69.4)                                           | 16.8 (62.2)                                           | 12.5 (54.5)                                           | 18.0 (64.4)                                           |
| 平均最低気温 °C （°F）                                  | 7.1 (44.8)                                            | 6.9 (44.4)                                            | 9.2 (48.6)                                            | 12.7 (54.9)                                           | 16.2 (61.2)                                           | 19.5 (67.1)                                           | 23.2 (73.8)                                           | 24.3 (75.7)                                           | 22.2 (72)                                             | 18.4 (65.1)                                           | 14.1 (57.4)                                           | 9.7 (49.5)                                            | 15.3 (59.5)                                           |
| 最低気温記録 °C （°F）                                  | −1.2 (29.8)                                           | −1.4 (29.5)                                           | −0.2 (31.6)                                           | 2.8 (37)                                              | 7.4 (45.3)                                            | 12.1 (53.8)                                           | 14.8 (58.6)                                           | 18.2 (64.8)                                           | 14.1 (57.4)                                           | 8.9 (48)                                              | 3.7 (38.7)                                            | 0.9 (33.6)                                            | −1.4 (29.5)                                           |
| 降水量 mm （inch）                                      | 150.9 (5.941)                                         | 170.9 (6.728)                                         | 275.6 (10.85)                                         | 229.3 (9.028)                                         | 243.3 (9.579)                                         | 349.7 (13.768)                                        | 240.2 (9.457)                                         | 206.6 (8.134)                                         | 330.9 (13.028)                                        | 418.9 (16.492)                                        | 234.2 (9.22)                                          | 171.1 (6.736)                                         | 3,024.7 (119.083)                                     |
| 平均降水日数 （≥0.5 mm）                                | 10.7                                                  | 11.2                                                  | 15.7                                                  | 12.7                                                  | 12.5                                                  | 14.8                                                  | 11.4                                                  | 10.0                                                  | 15.2                                                  | 14.9                                                  | 13.7                                                  | 11.7                                                  | 154.9                                                 |
| % 湿度                                                  | 65                                                    | 66                                                    | 70                                                    | 73                                                    | 79                                                    | 86                                                    | 87                                                    | 86                                                    | 83                                                    | 78                                                    | 72                                                    | 67                                                    | 76                                                    |
| 平均月間日照時間                                        | 114.8                                                 | 117.9                                                 | 133.5                                                 | 166.7                                                 | 181.8                                                 | 126.8                                                 | 182.8                                                 | 221.9                                                 | 136.0                                                 | 103.9                                                 | 107.2                                                 | 108.7                                                 | 1,693.3                                               |
| 出典：気象庁 (平均値：1991年-2020年、極値：1942年-現在) |                                                       |                                                       |                                                       |                                                       |                                                       |                                                       |                                                       |                                                       |                                                       |                                                       |                                                       |                                                       |                                                       |

## 生物相

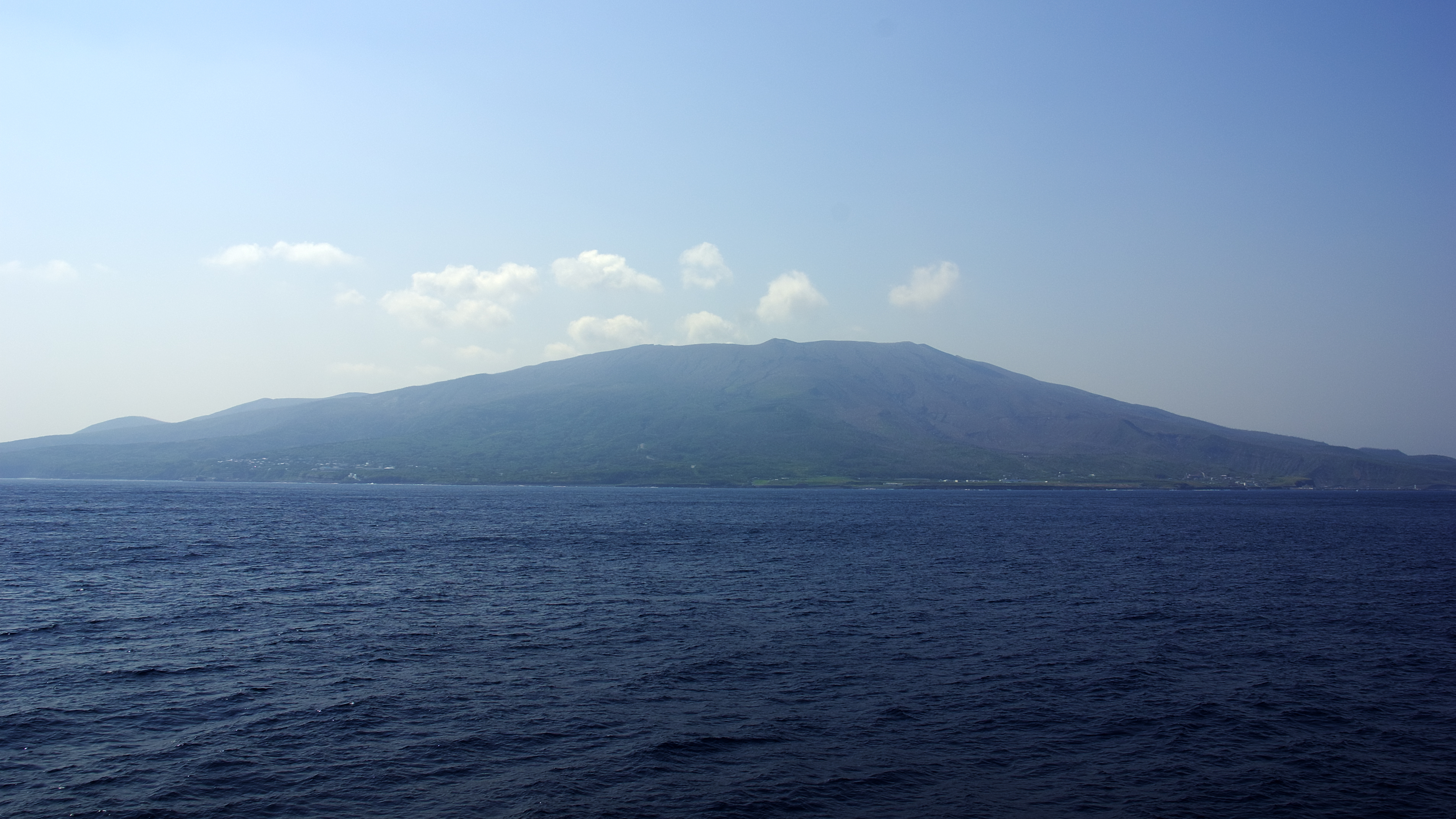
東側の海上から見た三宅島。2008年

2000年の噴火による火山ガスや噴火による泥流によって、周辺海域を含めた島の広範囲が影響を受けており、環境が激変している。かつては200種以上の野鳥がおり、通称「バードアイランド」と呼ばれる程にバードウォッチングの愛好者が良く訪れていた。なお、火山活動が比較的緩やかになったことで、これらの野鳥も回復しつつあるという。ツグミ科のアカコッコは固有種で、「アカコッコ館」があり、島の象徴になっている。
ジャック・モイヤーが魅了された三宅島周辺海域は、魚類などが豊富で、様々な地形を有することから、スキューバダイビングが楽しめる場所でもあり、首都圏から多くのダイバーが訪れる。島周辺には多くのダイビングポイントがあり、約600種類以上海水魚が生息している。約90種類のサンゴが生息する北限域である。
「長太郎池」は干潮時は外からの波が入って来ない天然の閉鎖性磯場であり、ハゼやタカノハダイからウツボ、ガンガゼ、ヤドカリ、ヒトデなど、さまざまな海洋生物を容易に観察することができることから家族連れなどの観光客にも人気がある。一方で、火山活動の影響が少なかった海域では数年間人間の活動が無かったことから、イセエビなどが豊富に棲む良い環境になっている。
御蔵島同様、ミナミハンドウイルカの生息が確認されている。また、八丈島同様、三宅島でも2018年から冬・春季のザトウクジラの目撃が急増しており、ホエールウォッチングへの活用を模索している。一帯では他の鯨類も確認されており、中には非常に希少な種類も含まれている。2016年にはコククジラが、2016年と2023年と2025年にはセミクジラが陸上から観察されており、セミクジラの場合は同一人物が同じ場所で複数回目視するという稀有な事例である。
しかし、三宅島や周辺一帯にも生息していたとされるニホンアシカは絶滅したとされている。
1960年代、島内にノネズミが繁殖して島の規模の小さな農業に大きな打撃を与えた。1970年代、村では他島の実績を踏まえてニホンイタチの放獣案が検討されたが、野鳥などに与える影響が大きいとして反対運動も行われた。村は、島民の生活と島の生態系の保護という板挟みに遭い、イタチのオスのみを放獣する折衷案を実行した。しかし、1980年代に入ると何者かがイタチのつがいを放獣したことを契機にイタチの繁殖が始まり、オカダトカゲが捕食により減少するなど想定していない生態系の変化も見られた。

## 歴史
島名の由来はいくつかある。事代主命（ことしろぬしのみこと）が三宅島に来て、付近の島々を治めたという伝説から宮家島といった説、8世紀に多治比真人三宅麿が流されたことから三宅島とした説、火山が噴火することから御焼島に由来する説などがある。
江戸時代は流刑地で、江島生島事件の役者生島新五郎などの墓がある。

### 御蔵島との関係
本島の南約18kmの海上には御蔵島がある。人口300人ほどと小規模な離島であることから、物資や交通などの生活の多くを三宅島に依存してきた。御蔵島村営（のち伊豆諸島開発）の連絡船えびね丸の基地が置かれた阿古地区には御蔵島会館が置かれ、御蔵関係の人々の利便を図ってきた。御蔵島の子供たちは島内の中学校を卒業した後、三宅島内、御蔵会館の寮で生活をしながら三宅島の高校に通うなど、両島は極めて密接な関係にあった。三宅島の商店や建設業者にとっては、競合相手の少ない御蔵島は重要なマーケットであり、漁業者にも地元の漁師が少ない御蔵島周辺海域は絶好の漁場であった。
1993年以降、御蔵島でのイルカウォッチングがテレビや新聞で取り上げられ、全国的に有名になると、三宅島の人々も続々参入し、三宅島の観光の一つの柱になりつつあった。交通の便や収容量、イルカウォッチングに使う漁船の大きさで優位に立つ三宅島側に対し、御蔵島側は商用利用と自然保護の間で慣れない舵取りを迫られた。
しかし、2000年の噴火で状況は一変した。三宅島との連絡船を始めとする既存の交通体系を失った御蔵島へ、代替として本州島側の東京都地域からの船便が大幅増便され、やがて毎日就航にまでに拡大された。
この間に宿泊施設を拡充させた御蔵島は、東京都庁と共同でエコ・ツーリズムの推進を打ち出し、ミナミハンドウイルカなど動植物の保護と観光を一体化する政策を実現させ、御蔵島の名前を全国区に押し上げることに成功する。こうした施策の成功で、三宅島の島民帰島後も御蔵島への船便はそのまま維持された。
船便の御蔵島就航継続に加え、三宅島と本州（東京都内）を結ぶ航空便の利便性が一時大幅に低下したため、三宅島は御蔵島への物資・交通の中継地という役割を大きく失うこととなった。
現在は三宅村と御蔵島村とがイルカウォッチングに関する協定を結び、両島が協定ルールに基づきイルカウォッチングを行っている。
行政面は噴火の前・後ともに一貫して変わっておらず、都の出先機関は御蔵島も含め三宅支庁であり、御蔵島駐在所は三宅島警察署の管轄である。建設業の主力も引き続き三宅資本である。

## 噴火

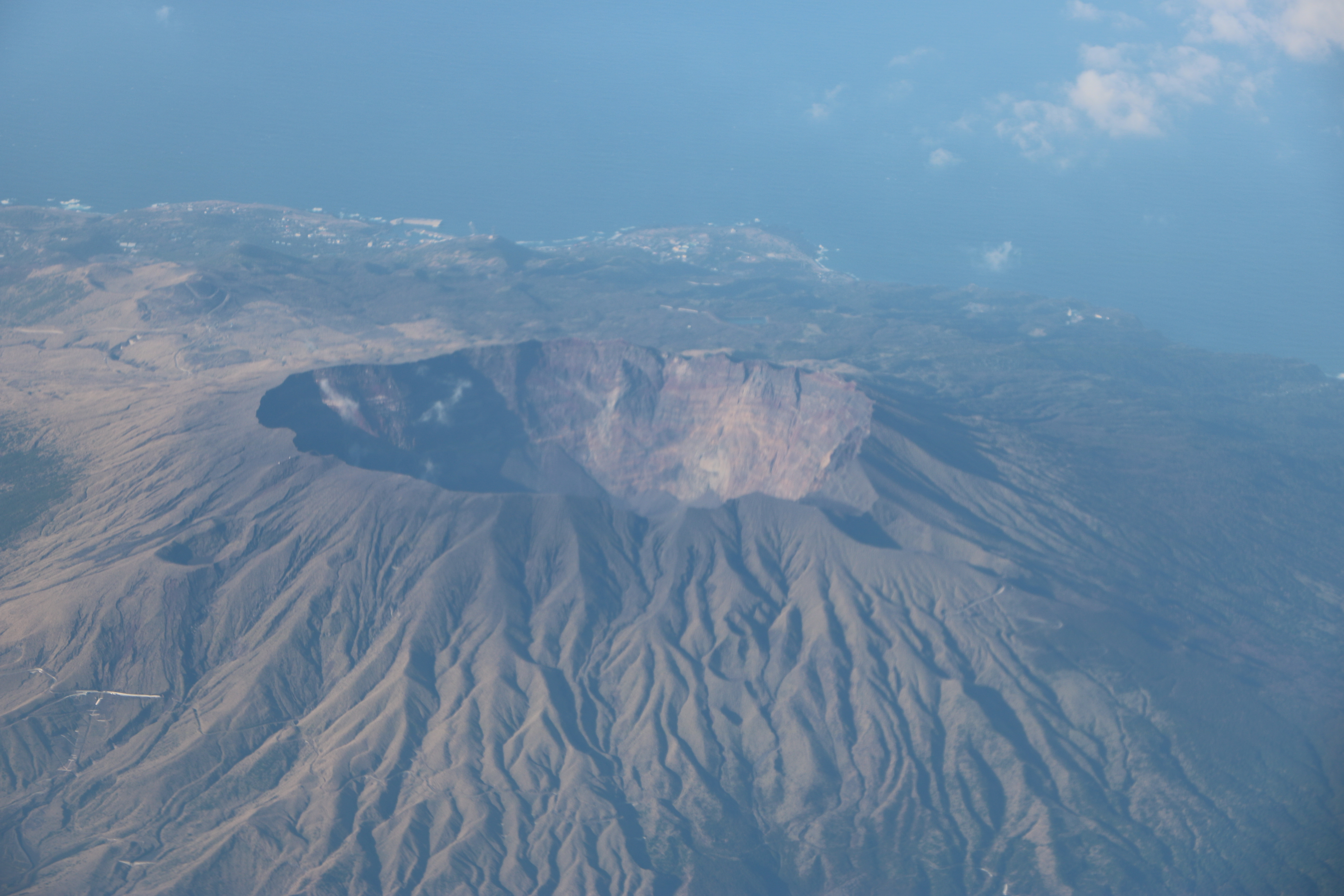
雄山の火口

噴火活動が盛んで、1085年（応徳2年）以降、1154年（久寿元年）、1469年（文明元年）、1535年（天文4年）、1595年（文禄4年）、1643年（寛永20年）、1712年（正徳2年）、1763年（宝暦13年）、1811年（文化8年）、1835年（天保6年）、1874年（明治7年）、1940年（昭和15年）、1962年（昭和37年）、1983年（昭和58年）、2000年（平成12年）に噴火の記録がある。記録に依ると、ここ近年、15～25年周期で噴火が起こっているが、全島避難となった2000年以降は、現在迄、大規模な噴火は起きていない。
雄山（おやま）を中心としてしばしば激しく噴火をすることで知られ、火山噴火予知連絡会によって火山防災のために監視・観測体制の充実等の必要がある火山（常時観測火山）に選定されている。また、日本の気象庁によって火山活動度ランクAの活火山に指定されている。
最近500年間では、平均50年の間隔で13回の噴火が起き、明治時代以降だけでも5回を数える。その中でも三宅島の火山活動で特に語られるのは直近の2回、1983年、2000年である。

### 1983年の噴火

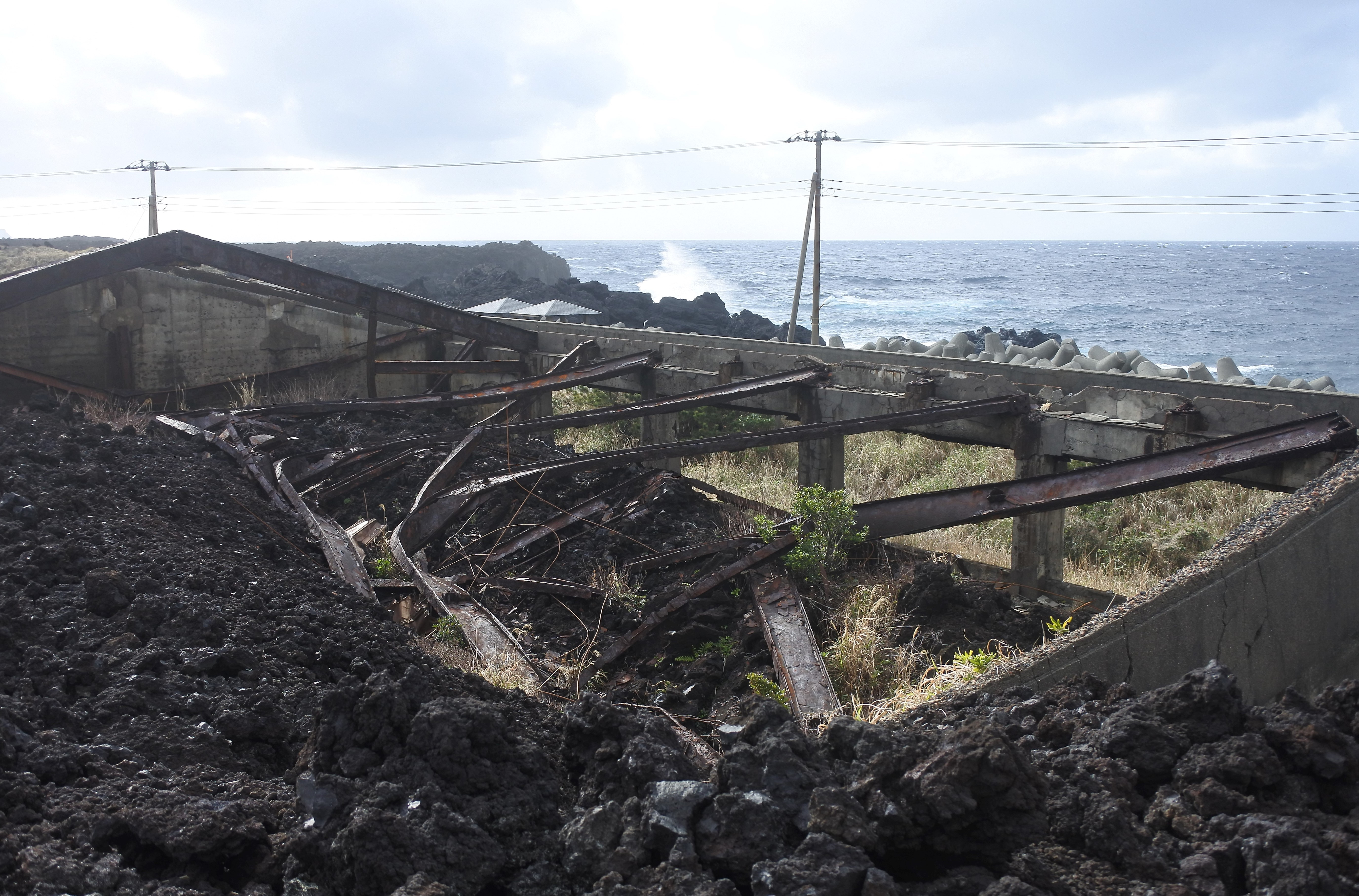
1983年の噴火で溶岩流に飲み込まれた阿古小中学校体育館跡

1983年に発生した噴火では、10月3日正午（以下JST）頃から、阿古地区などの島の南部で小さな地震が感じられるようになり、午後1時58分に北部の三宅島測候所で火山性地震を観測。そして、午後3時23分頃に南西山腹に生じた割れ目から噴火が発生した。噴火が始まったのは七島展望台と二男山の間にある斜面と考えられている。噴火開始から20分後には、小火口の列が南北に延びていった。
割れ目火口から列をなして高さ100m以上に吹き出た溶岩は、主に火口西方にある阿古方面、南西にある錆ヶ浜方面、南南西の粟辺方面の3つに分かれて流れ、阿古方面に流れた溶岩流は約1.7km/hで流下し、午後6時頃には民家を焼き、阿古地区の一部を飲み込んだ。粟辺方面に流れた溶岩流は、午後5時56分頃に海に到達したことが確認されている。
一方、午後4時17分に新澪池の北西で大噴煙が上がり、午後4時38分には最初のマグマ水蒸気爆発が発生。午後5時10分頃には島の南端、新鼻付近で爆発が発生し、午後5時22分には隣の御蔵島から新澪池の西方で火柱が目撃されている。その後、午後7時17分に新澪池北西から西方にかけて激しい爆発が発生し、午後9時40分には新鼻およびその東側で最も激しい水蒸気爆発が発生。翌4日未明にかけて爆発や噴火が相次いだ。これらの一連の火山活動によって、周辺に大量の岩塊や東方の坪田方面に火山礫や火山灰が降下した。溶岩の流出は4日の早朝にはほぼ止まった。
住宅の埋没・焼失は約400棟。山林耕地等に被害が出たが、幸いにも人的な被害はなかった。
国土地理院の測定によると、噴出物の総量は、溶岩流が5 - 7×106m3、火山灰等が6×106m3、計2,000万tであった。噴火前後に、計101回の有感地震が発生し、そのうちの最大は3日22:33に発生したM6.2の地震で、三宅高校では震度5を観測した。

### 2000年の噴火

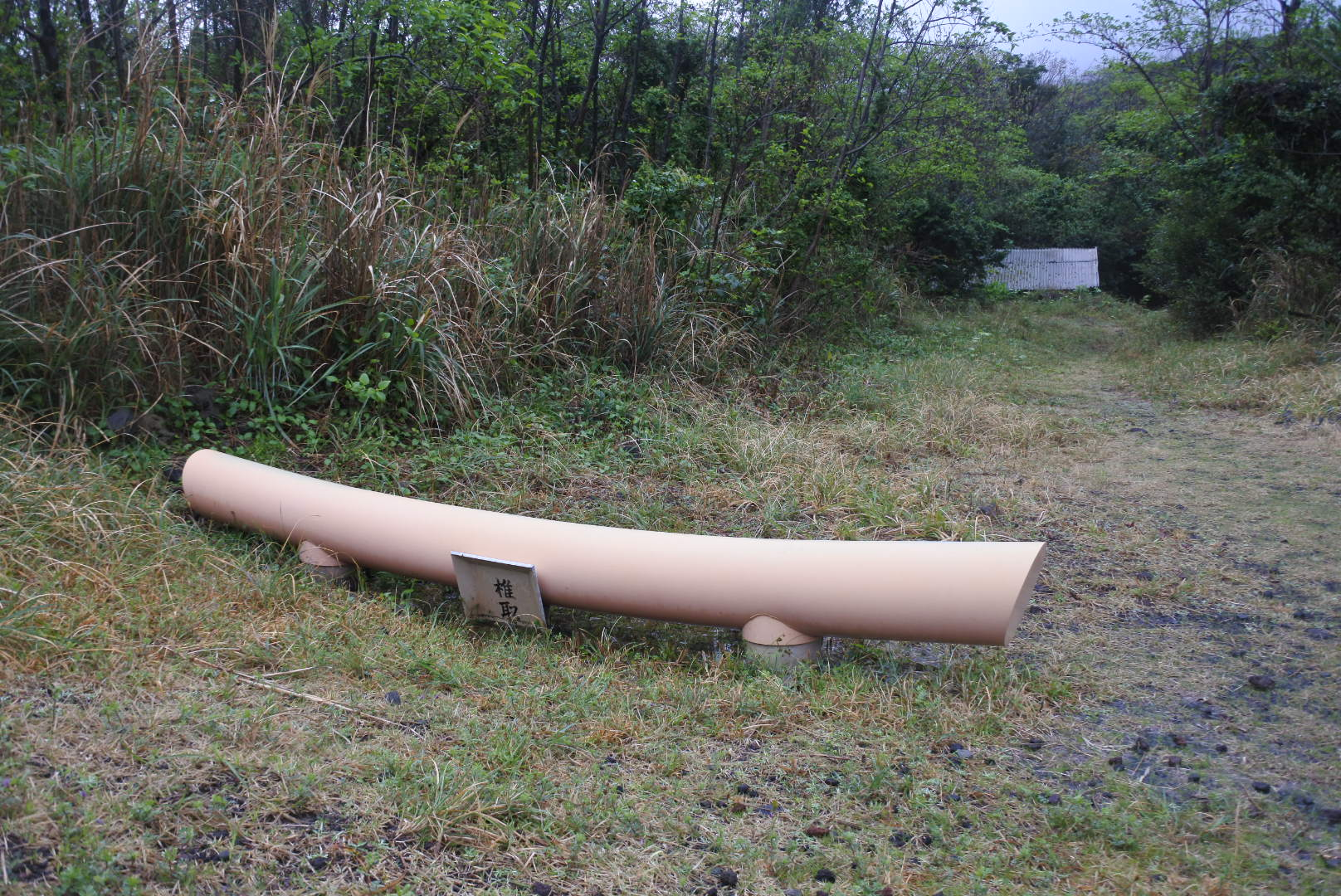
2000年の噴火で泥流に埋もれた椎取神社の鳥居。埋没した社殿の屋根も奥に見える。

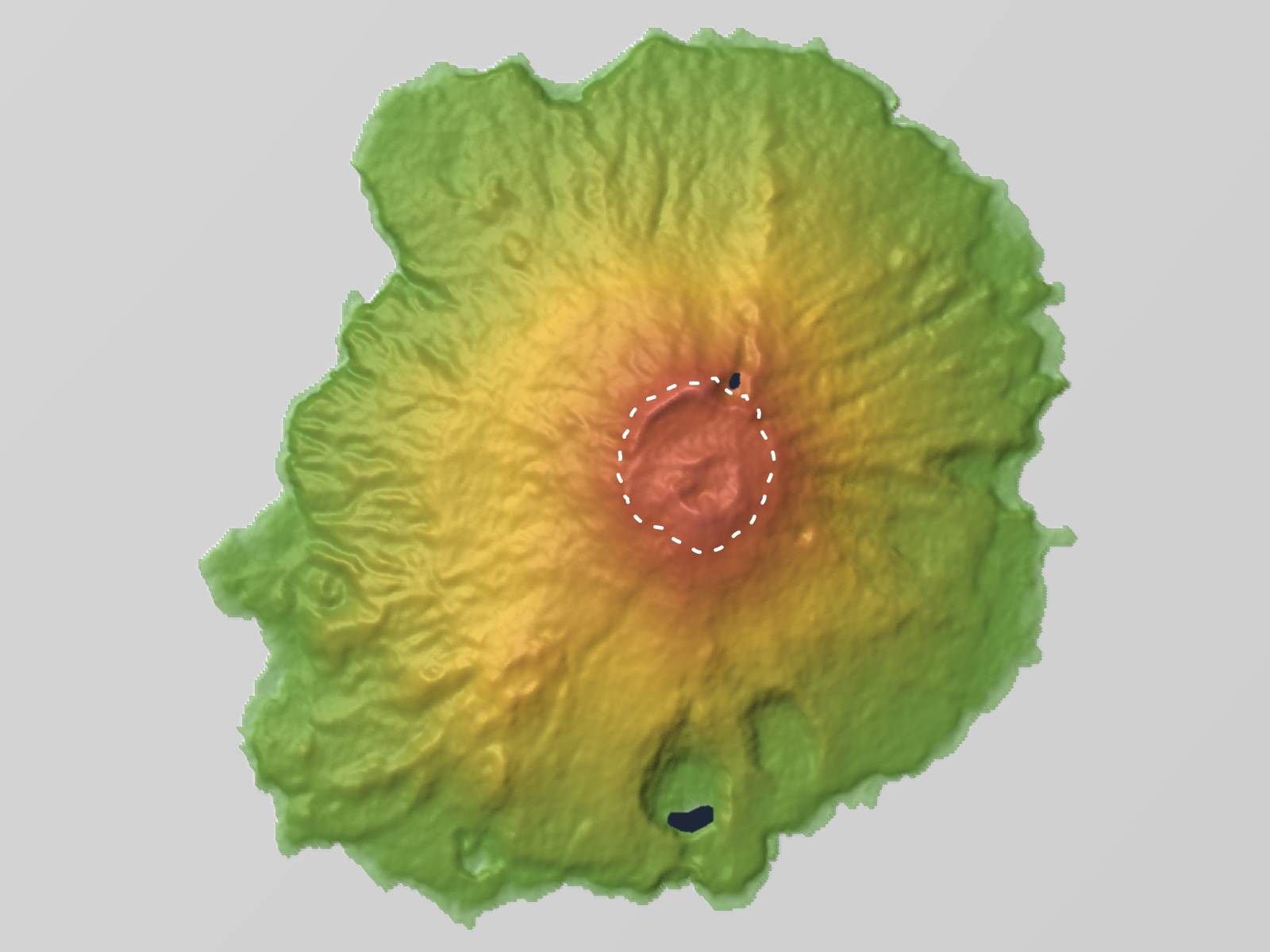
2000年の噴火前の三宅島地形図。点線はその噴火後のカルデラ縁を表している。

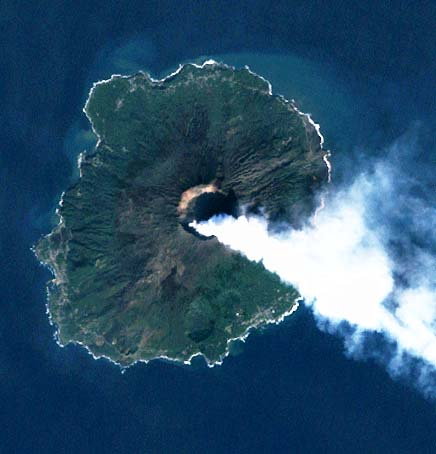
ランドサット衛星写真。山頂部からの噴煙が確認できる。

2000年6月26日午後6時30分過ぎから三宅島直下で激しい群発地震が始まった。この活動が1983年の噴火直前の現象に酷似しているとして、気象庁は午後7時33分に噴火が発生する可能性が高いと判断し「緊急火山情報」を出した。翌27日朝までに坪田・三池・阿古・伊ヶ谷地区の住民が島の北部に避難したが、群発地震の震源は島の北西の海底へ移動。6月27日午前9時頃に島の阿古地区の西方沖約1kmで海面変色が海上保安庁により確認されるにとどまった。
しかし、地震活動は沈静化することなく、三宅島西方海域から西北西に移動し、神津島近海に達する。7月1日午後4時過ぎ、一連の群発地震で最大となるM6.5の地震が神津島近海で発生、神津島では最大震度6弱を記録し、死者1人、負傷者15人を出した。
噴火の関心は神津島近海海底に集まるが海底噴火は沈静化、その一方で雄山火口直下の地震が7月4日から再び活発化した。7月8日午後6時41分に雄山で小規模な水蒸気爆発が発生、灰色の少量の噴煙が島の東側に流れ、赤色の火山灰が降下した。この噴火で雄山の山頂部が陥没して直径約800mの巨大な陥没火口（カルデラ）ができていることが翌朝になって確認された。これは三宅島でおよそ2,500年前の八丁原カルデラ以来のカルデラ形成となった。その後も陥没は進み、カルデラは直径1.6km、カルデラ縁からの深さは500mにも達した。7月14日、15日には再び水蒸気爆発が起こり、島内に大量の火山灰が降下した。
8月10日午前6時30分頃、山頂の陥没口からついにマグマ水蒸気爆発とみられる噴火が発生、黒色の噴煙は上空6,000m以上に達した。その後の爆発は激しさを増してゆき、8月18日の大規模噴火では噴石を伴う噴煙が上空15,000mに達し、小規模な火砕サージ、水蒸気が上空に達したことによる局地的な驟雨も発生し火山弾は住宅地にも落下した。8月29日午前5時過ぎの大規模噴火では低温の火砕流が発生して火口の北北東にある神着地区、美茂井地区などを流下して海岸に達した。この低温火砕流に住民が数名飲み込まれたが、低温のため死傷者は出なかった。この噴火では午前6時過ぎに反対側の南西方向にある村営牧場にも火砕流が到達し、更に雨による泥流も頻発した。
小規模な噴火はその後も断続的に発生する。この間の噴出物の総量は約1,100万m3と推定されており、御蔵島だけでなく100km以上離れている八丈島でも降灰が確認されている。
噴火活動は18日をピークに収束していくが、カルデラに大きな火道が開いたことにより今度は大量の火山ガスの放出という噴気活動が始まった。8月中旬から三宅島から離れた関東地方でも刺激臭がするという報告が入るようになるが、9月に入ってからはさらに二酸化硫黄の放出が増加し、東京都は住民の全島避難を決定した（後述）。火山ガスの放出は多い日で1日あたり5万トンにも達した。この火山ガスの放出量は世界でも類を見ない。
火山ガスの放出は2004年7月20日の観測以降1日あたりおよそ1万トンを下まわるようになり、翌年2月には全島避難が解除された（後述）。しかしその後も火山ガスの放出は継続し、2011年半ばになってようやく1日あたりおよそ1,000トンを下回った。2013年1月22日を最後に噴火活動は認められていない。2016年夏以降は1日あたり数十トン以下の状態が続いている。

#### 噴火と島民
8月18日の噴石の到来と29日の火砕流発生により島民から、すぐにもの島外避難の要望が村議会や都庁にも多く寄せられていたが、当時の都知事石原慎太郎と火山噴火予知連との間で避難開始判断を譲り合う場面を多くのマスコミが報道した。2000年9月2日から全島民が島外へ避難を開始した。天皇・皇后は恒例だった9月の葉山御用邸での静養を取りやめた。避難が長期化した避難指示期間中の2004年度には、NHKが島の1,280世帯、2,303万4,000円分のNHK受信料を免除した。

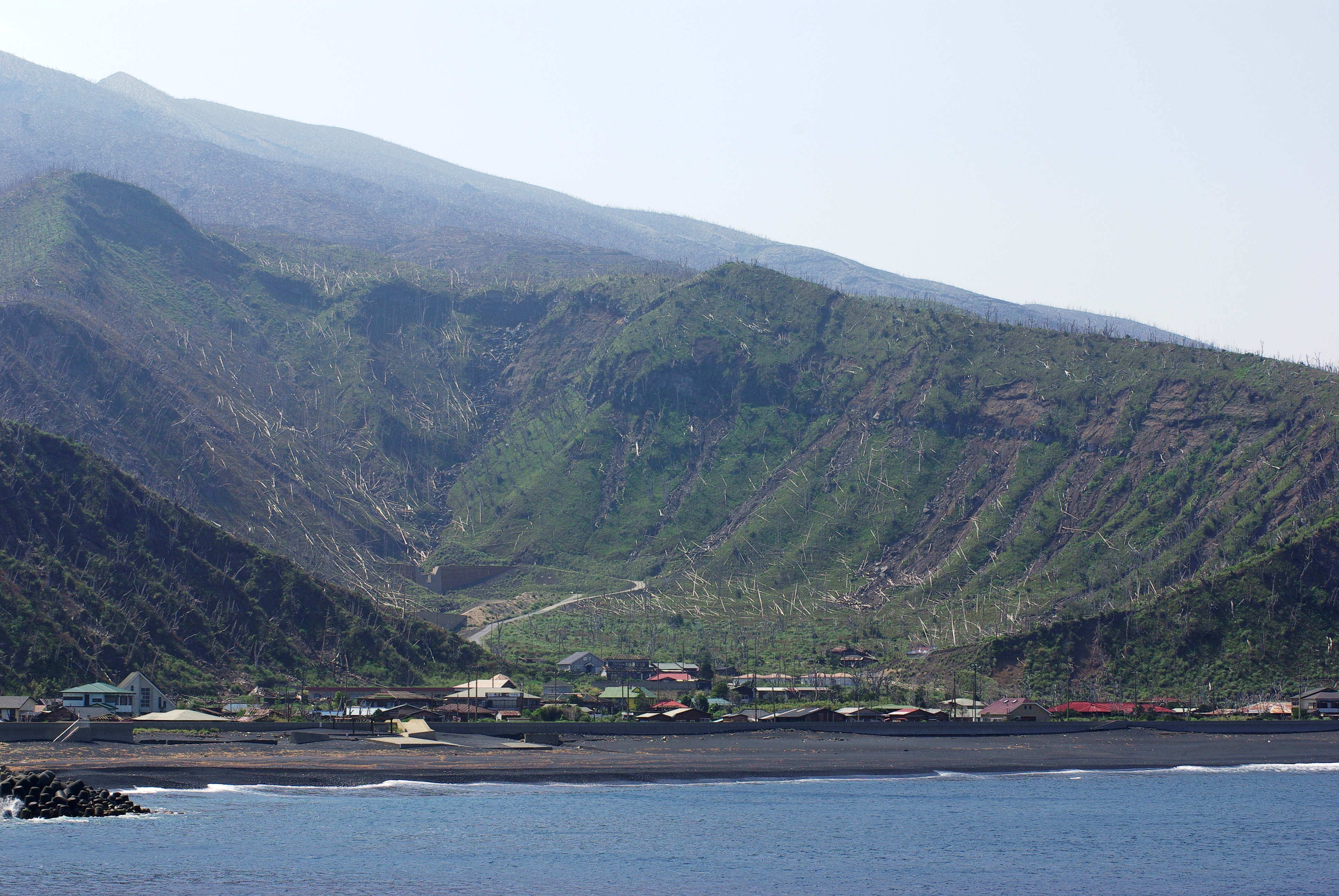
三宅島三池地区の倒木群。2008年

日本においては人為的に発生する二酸化硫黄の量が1日あたり約3,000トンとされるが、観測結果などからこれを目安に2005年2月1日午後3時をもって、全島避難指示から4年5ヶ月に及ぶ避難指示が一部を除き解除された。5月1日から観光客の受け入れが再開され、2006年3月には天皇、美智子皇后が島民の慰労に訪れた。避難が長期間にわたったため、生活基盤を三宅島外の伊豆諸島、東京都、本州島内などに移した人々も多く、住民基本台帳によれば2007年1月時点での人口は約3,800人となっていた。2010年現在では約3,000名が帰島している。
数mの火山灰が積もったままだった雄山中腹の公共牧野付近も2011年には山頂周辺を除いて立ち入りと居住の制限が解除された。2015年2月1日、帰島10周年を迎えた。6月5日、気象庁の噴火警戒レベルが1になり火口周辺も含め立ち入り規制が解除された。

#### 伊豆半島デタッチメント仮説
東京大学地震研究所の瀬野徹三は、この噴火活動に先立ち神津島沖で地震を伴って発生したマグマの移動を、本州列島に衝突する伊豆半島を乗せたプレートが、ストレスにより新たにせん断が発生し、これが南側に断層として現れて大規模な貫入が起きたとする「伊豆半島デタッチメント仮説」を説いている。実際に2000年7月時点で噴火で噴出した質量（およそ300万トン）よりもカルデラ形成を引き起こした地下の質量欠損が非常に大きかった（およそ7億トン）と考えられており、大規模なマグマ移動が起きたことを示唆している。

## インフラ
三宅島内燃力発電所（東京電力）が島内全体の電力供給を担っている。その他、各戸規模での太陽光発電はあるが、インフラとしての太陽光発電設備は未設置。風力発電は計画段階で中止となり、水力発電も活火山を考慮して建設できない。
年間降水量約3000 mmと多雨の地域ではあるが、平地のために貯水ダムの建設に向かないため地下水を利用している。

## 産業

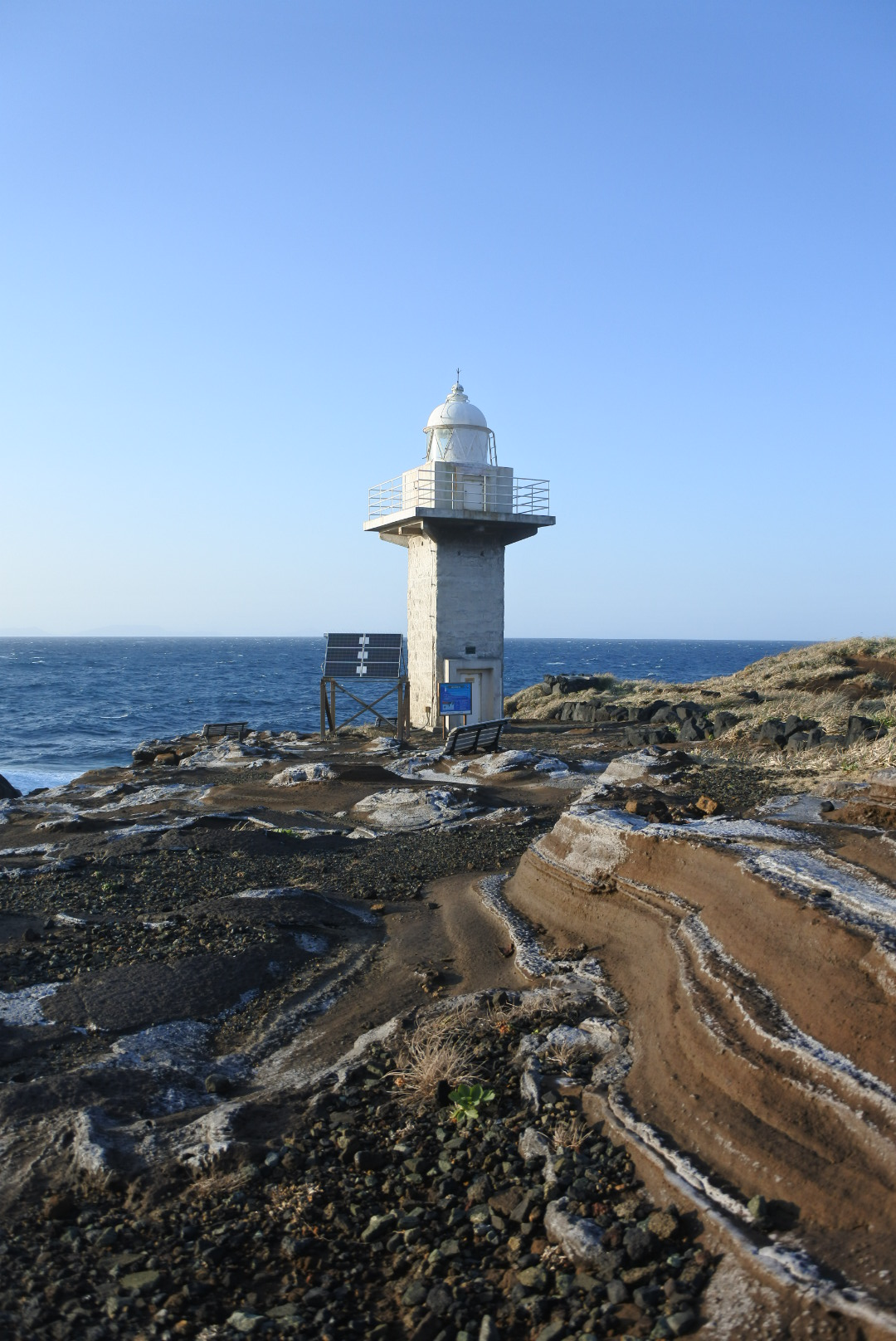
伊豆岬灯台。1909年点灯であり、伊豆諸島初の灯台および現役の灯台としては都内最古である。

避難生活が始まる前は漁業（くさや・テングサが有名）・農業（明日葉が有名）のほか、豊かな自然を生かした観光業が盛んであった。
避難解除後も漁業生産についてはキンメダイ、マグロ類を中心に復活が著しい。農業については明日葉やパッションフルーツの栽培が盛ん。観光業については数年間島が閉鎖状態にあったこともあり好漁場として釣り客が多数来島している。頻繁に起こる噴火活動が作り上げた独特な地形を目的に、地質学者や火山学者が多く訪れる。

## 交通
東京・竹芝から、東海汽船の客船「橘丸」が1日1往復就航している。調布飛行場から三宅島空港へ、新中央航空の飛行機便が1日3往復就航している。大島、御蔵島間には東邦航空が運航するヘリコプター、東京愛らんどシャトルが毎日就航している。

## 観光
バードウォッチング、スキューバダイビング、ホエールウォッチング・ドルフィンスイム、ジオトレッキング、サイクリング、ボルダリング・クライミング、釣りなど、エコツーリズムを中心とした自然環境を活かした観光資源に恵まれている。
一般観光では時期によって来島する客層が大きく異なり、ダイビング（5月〜11月）、バードウォッチング（2月〜6月）、ホエールウォッチング（12月〜4月）海水浴（7月〜9月）、キャンプ（5月〜11月）、釣り（10月〜5月）、その他、が客層別のピーク月となっている。
島内には「大久保浜」「錆ヶ浜」「三池浜」「大船戸」「長太郎池」などの海水浴場があり、それぞれ無料シャワー・トイレが整備されている。他にキャンプ場や日帰り温泉施設等もある。

## 社寺
三宅島は式内社12社（合祀によって現在は一桁に集約されている）を擁する「神社の島」として知られており、特に三島大明神（事代主神）や、彼が箱根から迎えた三姉妹の后神、その王子を祀る神社が、島中に分布している。
- 御笏神社
- 片菅神社
- 椎取神社
- 南子神社
- 嶽比良神社
- 御祭神社
- 神澤神社
- 后神社
- 富賀神社
- 二宮神社

## イベント

### オートバイレース
2000年に発生した火山の噴火による災害の復興策として、主に観光客誘致などを目的としてイギリスのマン島で行われているマン島TTレースを参考に、当時東京都知事であった石原慎太郎がオートバイ（二輪車）レースの開催を提唱し、2007年11月16日から11月18日にチャレンジ三宅島モーターサイクルフェスティバルが開催された。
当初の石原の構想では、島を一周する全長約30kmの都道212号線で公道レースを実施するというものであった。しかし、火山ガスの噴出が続く島での開催には安全面からの不安が指摘され、日本の主要オートバイメーカーが軒並み協賛を見送るなどの結果、当初の構想からは規模が縮小し、これは当時の石原都政への批判材料ともなった。結局、レーシング・マシンの走行は、阿古地区の2.5km周回コースでの時速70kmの速度制限付きとなった。パレードやラリーでは島全周が、公式レースであるドラッグレースでは閉鎖中の飛行場が使われた。
開催当時も火山ガスが噴出する地域があるなど、観光客誘致の起爆剤となるかどうかは未知数とされているが、第2回が2008年10月17日から10月19日に、第3回が2009年10月24日、10月25日に開催された。第4回に当たる2010年は『WERIDE 三宅島』（ウィーライドみやけじま）と命名され、11月6日と11月7日の2日間で行われた。この回は山腹中央に設置されたオフロードコースで行われたエンデューロレースなどが実施されたが、島を一周するパレードやラリーは行われなかった。
現地を視察した石原はこのエンデューロレースを成功と強調し、参加者からの肯定的な意見も寄せられているが、三宅島の復興や観光振興への寄与という目的の達成度はまだ不明確で、海外の有名レーサーの参加による国際的なレースの開催も実現されないままである。
WERIDE三宅島はその後毎年開催されており（2017年現在）、エンデューロレースの他にもサイクリングイベント、ヒルクライム、親子サマーキャンプなど一連のイベントの総称となっている。

### マラソン大会
三宅島商工会女性部の発案により2011年から始まった。「三宅島レディース・ラン」という名称で、10kmの他、5kmと3kmの部があった。「レディース・ラン」と銘打っているが3kmの部に限り男性も参加可能で、女性は全部門に於いて島外からも参加可能だった。当初は盛況で、エンデューローレースに続く島の起爆剤として期待されていたが、島外からの参加者が思いの外少なく、2015年の第5回を以て終了した。